# Округ Харт (Џорџија)
Округ Харт (енгл. Hart County) је округ у америчкој савезној држави Џорџија.

## Демографија
По попису из 2010. године број становника је 25.213, што је 2.216 (9,6%) становника више него 2000. године.
| Група             | 2000.          | 2010.          |
| Белци             | 18.087 (78,6%) | 19.213 (76,2%) |
| Афроамериканци    | 4.452 (19,4%)  | 4.710 (18,7%)  |
| Азијати           | 122 (0,5%)     | 218 (0,9%)     |
| Хиспаноамериканци | 196 (0,9%)     | 786 (3,1%)     |
| Укупно            | 22.997         | 25.213         |